# 纳戈-托尔博莱
纳戈-托尔博莱（義大利語：Nago-Torbole），是意大利特伦托自治省的一个市镇。总面积28平方公里，人口2739人，人口密度97.8人/平方公里（2009年）。ISTAT代码为022124。